# Mirela
Mirela, Mirella – imię żeńskie, pochodzące z dialektu prowansalskiego języka oksytańskiego, od imienia Mirèio. Zostało ono użyte po raz pierwszy w jednym z poematów przez poetę Frédérica Mistrala, który wywiódł Mirèio prawdopodobnie od słowa mirar, w dialekcie prowansalskim oznaczającego „podziwiana” (z łac. mirare „podziwiać”). Mirela może także stanowić skrócenie włoskiego imienia Mirabella.
W styczniu 2024 r. w rejestrze PESEL, wśród publicznie dostępnych danych dotyczących osób żyjących, wykazano 3838 kobiet o imieniu Mirela, 2492 kobiety o imieniu Mirella i 4 kobiety o imieniu Mirelle nadanym jako imię pierwsze.
Mirela imieniny obchodzi 27 września.

## Kobiety noszące imię Mirela
- Mireille Darc – francuska aktorka, modelka i reżyser
- Mirella Freni – włoska śpiewaczka operowa, sopran
- Mireille Hadas-Lebel – francuska historyczka, zajmująca się starożytnością
- Mireille Hartuch – piosenkarka, kompozytorka i aktorka francuska
- Mirela Maniani – grecka oszczepniczka, dwukrotna medalistka olimpijska
- Mireille Mathieu – francuska piosenkarka.